# Gamvik
71°3′56″N 28°14′47″Ø / 71.06556°N 28.24639°Ø
Gamvik kommune (nordsamisk: Gáŋgaviikka gielda) ligger i Troms og Finnmark fylke i Norge. Kommunen består af Mehamn, Skjånes, Langfjordnes, Nervei og Gamvik. Kommunen har haft en stor fraflytning de senere år.
Administrationscentret ligger i Mehamn, hvor der også findes flyveplads.
Den første flylandingsplads i kommunen var dog i fiskerlejet Gamvik. Denne blev etableret i samarbejde mellem Røde Kors Hjælpekorps og A/S Varangfly, senere Norving, som ambulance- og taxiflyslandingsbane i 1971.

## Efterretningstjenesten
I kommunen ligger Kinnarodden, som er Europas nordligste fastlandspunkt; og på Slettnes ligger Slettnes fyr, som er verdens nordligste fastlandsfyrtårn, og Elvegården, som er Europas nordligste gård på fastland og bygget som et "svenskehus", en gave fra Sverige til det afbrændte Finnmark efter krigen. Gården tjente som efterretningstjenestens base efter krigen. Fra Elvegården strækker lyttekabler sig hundredvis af nautiske mil ud i Barentshavet. I gårdens lave og bunker sad amerikanske agenter og registrerede al sovjetisk ubåd- og skibstrafik. Oplysningerne blev sendt i kode til amerikanske militære myndigheder. Virksomheden var tophemmelig, og stødte amerikanerne ved et uheld på en nordmand, sagde de: "Vi arbejder i Televerket" med bred, amerikansk accent. Men der var ingen nordmænd; kun amerikanere, som ankom i helikopter, når vejene var lukket om vinteren. Lokalbefolkningen blev opfordret til at rapportere om hinandens opførsel og politiske opfatninger, og århundreders fredelige sameksistens med det russiske naboland blev mistænkeliggjort. Elvegården blev fra 2007 ejet af Marius Hauge, søn af Jens Chr. Hauge,  krigshelt og en af Norges mægtigste mænd. Lyttestationen på Elvegården er stadig intakt. 
Undervandskabelen var en del af Sosus-kæden (Sound Surveillance System) i NATO. Kæden var udplaceret på 22 steder rundt om i verden for at overvåge den sovjetiske ubådtrafik. 

## Personer fra Gamvik
- Hans Chr. Østvold († 1993), skoleleder, politiker, statssekretær, sømand[5][6] [7]
- Tor Henriksen, politiker, stortingsmand († 2017)
- Torgeir Vassvik (1963-), musiker, sanger, joik-udøver[8]
- Ragnhild Vassvik Kalstad (1966-), bureaukrat, politiker, statssekretær, lokalpolitiker
- Tina B. Christensen, sygeplejer, Tv-vært[9][10][11]
- Eivind Eriksen (1973-) fodboldspiller, født i Mehamn[12]